# ماكس ريغر
يوهان بابتيست يوزف ماكسيميليان ريغر (بالألمانية: Johann Baptist Joseph Maximilian Reger) (19 مارس 1873 - 11 مايو 1916)، موسيقي ألماني.

## روابط خارجية
- ماكس ريغر على موقع IMDb (الإنجليزية)
- ماكس ريغر على موقع الموسوعة البريطانية (الإنجليزية)
- ماكس ريغر على موقع ميوزك برينز (الإنجليزية)
- ماكس ريغر على موقع ديسكوغز (الإنجليزية)